# Federal Communications Commission
Federal Communications Commission (FCC) er et amerikansk standardiseringsorgan, der varetager og regulerer radio- og tv-frekvensfordeling. Organet blev etableret i 1934.